# Río Bermejo
Pour les articles homonymes, voir Bermejo.
Le río Bermejo (ce qui signifie rivière vermeille en espagnol) est un important cours d'eau de Bolivie et d'Argentine, tributaire du río Paraguay en rive droite, donc sous-affluent du río Paraná.

## Cours supérieur
Il naît dans une région montagneuse du Tarija en Bolivie au sud-ouest de la localité de Chaguaya et à proximité de La Quiaca (ville frontière en province argentine de Jujuy). Dans son cours supérieur son débit moyen de quelque 90 m3/s à Aguas Blancas fait plus que doubler à la suite de l'apport de son affluent gauche le río Grande de Tarija (120 m3/s), venu de Bolivie et confluant au niveau du site appelé Juntas de San Antonio. 

Dès lors le Bermejo est une rivière totalement argentine. Sur sa marge droite il reçoit aux environs de San Ramón de la Nueva Orán les eaux du río Pescado, et aux environs d'Embarcación et de Pichanal, toujours du côté droit, l'important apport du río San Francisco qui draine notamment les Yungas de la région de Jujuy.

## Cours inférieur
Il est dès lors navigable pour des embarcations de moyen calibre et parcourt la plaine du Chaco Central. Son lit s'y divise en deux bras, le méridional ou Bermejito correspondant à l'ancien lit du Bermejo, et le septentrional (actuellement, de loin, le plus abondant) reçoit le nom de río Teuco.
Le Teuco (ou Bermejo Nuevo) quitte la province de Salta et commence à former la frontière entre les provinces de Formosa et de Chaco, tandis que le Bermejito (ou antiguo Bermejo) coule à l'intérieur de la province de Chaco dans un lit très sinueux et souvent à sec, traversant la région de El Impenetrable. Sur ses rives on peut admirer les ruines des anciennes cités de Concepción del Bermejo, San Bernerdo de Vértiz y La Cangayé. Le Teuco ou Bermejo actuel se jette dans le río Paraguay face à la ville paraguayenne de Pilar.

## Affluents et sous-affluents

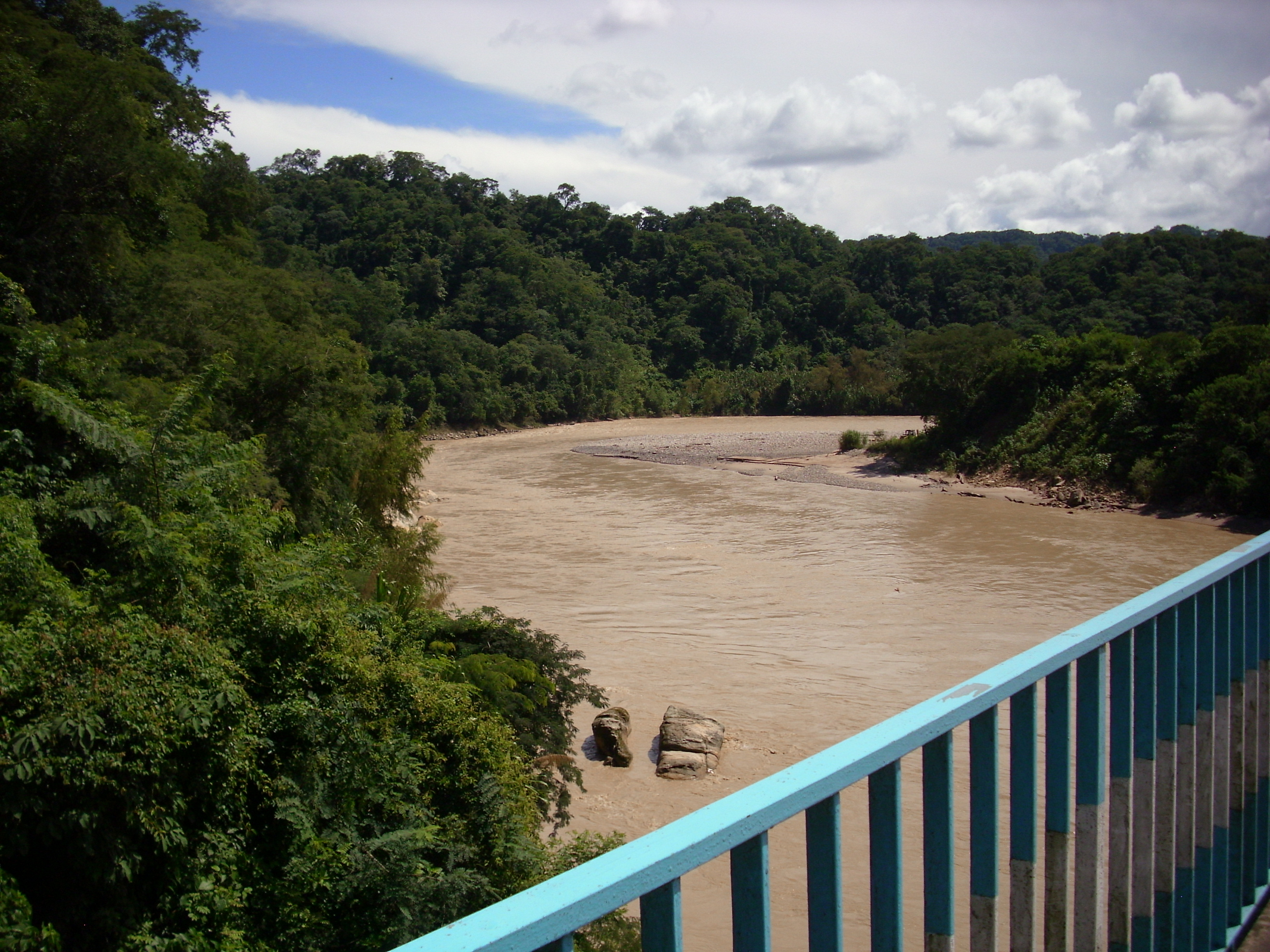
Pont international en pleine forêt des Yungas méridionales argentino-boliviennes

Les principaux affluents et sous-affluents du río Bermejo sont d'amont en aval :
- Le río Lípeo (rive droite)
- Le río Grande de Tarija (rive gauche)
- Le río Pescado (rive droite) 
  - Le río Iruya (rive droite)
    - Le río Nazareno (rive gauche)
    - Le río Astillero (rive droite)
- Le río Zenta ou río Blanco (rive droite)
- Le río San Francisco (rive droite) dont le cours supérieur est le río Grande de Jujuy
  - Le río Perico (rive droite)
  - Le río Lavayén (rive droite) dont le cours supérieur est le río Mojotoro
    - Le río Santa Rufina {rive droite).
      - Le río San Alejo (rive droite).

    - Le río Las Nieves (rive droite).
      - Le río Yacones (rive droite).

    - Le río Las Pavas (rive gauche).
- Le río Dorado (rive droite) dont le cours supérieur est le río del Valle et qui conflue avec le río Bermejito, ancien cours du Bermejo.

## Le haut bassin du río Bermejo

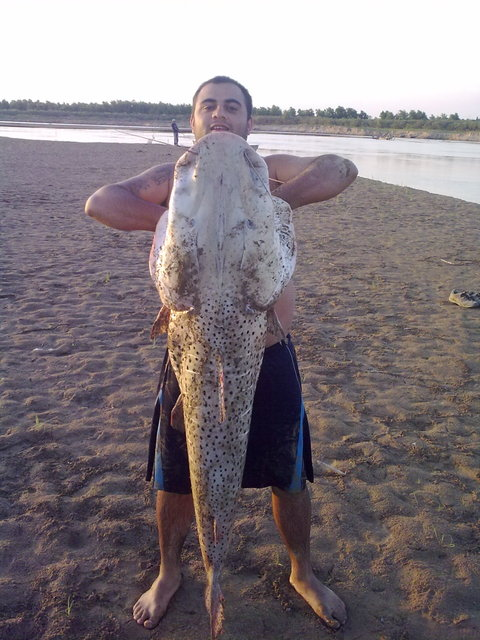
Un gros surubi tigré pêché dans le río Bermejo

Le haut bassin du río Bermejo (Alta Cuenca del Río Bermejo ou ACRB en espagnol) constitue la partie active du point de vue de l'écoulement du bassin versant du Bermejo. Il occupe une superficie de 50 550 km2 à l'extrême nord-ouest de l'Argentine et à l'extrême sud-sud-est de la Bolivie. De ce total, 12 180 km2 appartiennent à la  Bolivie et 38 370 km2 à l'Argentine. Ce haut bassin est traversé par le Tropique du Capricorne.
Le débit moyen annuel du río Bermejo lorsqu'il quitte son bassin actif est de l'ordre de 450 m3/s, ce qui représente un peu moins de 3 % du module du río Paraná. Mais malgré cet apport liquide relativement réduit, le río Bermejo génère plus ou moins 73 % des alluvions ou apport solide du Paraná. Cela signifie que le Bermejo est une des plus importantes rivières sur terre du point de vue de la dégradation des sols, par unité de surface. 
Le haut bassin doit être subdivisé en deux sous-bassins assez dissemblables : le sous-bassin du Tarija - Bermejo et celui du río Grande - San Francisco.  
Le sous-bassin Grande - San Francisco occupe plus ou moins 50 % de la superficie du haut bassin du Bermejo, mais ne fournit que 29 % du débit. Il héberge 65 % de la population de la zone, y compris la grande cité de San Salvador de Jujuy. Il se situe totalement en Argentine. Le sous-bassin Tarija - Bermejo au contraire, avec une surface équivalente, est plus riche en ressources hydriques superficielles, et nettement moins peuplé. Il est aussi moins développé économiquement. Le secteur bolivien fait intégralement partie de ce sous-bassin.

## Précipitations
Le bassin du Bermejo se trouve dans une zone à multiples climats. Sur une courte distance, il varie significativement d'un climat froid semi-aride à l'ouest, vers un climat tropical humide à l'est. Le relief est un facteur très important si bien que les maxima de précipitations se présentent dans la région subandine de l'est de la cordillère, avec plus de 2 200 mm annuels, diminuant d'une part jusqu'à 200 mm vers l'ouest (région de la Cordillère Orientale) et d'autre part jusque 600 mm vers l'est au centre de la région du Chaco. Au Chaco, elles augmentent ensuite jusque 1 300 mm dans le secteur du confluent avec le río Paraguay (région du Chaco Humide).

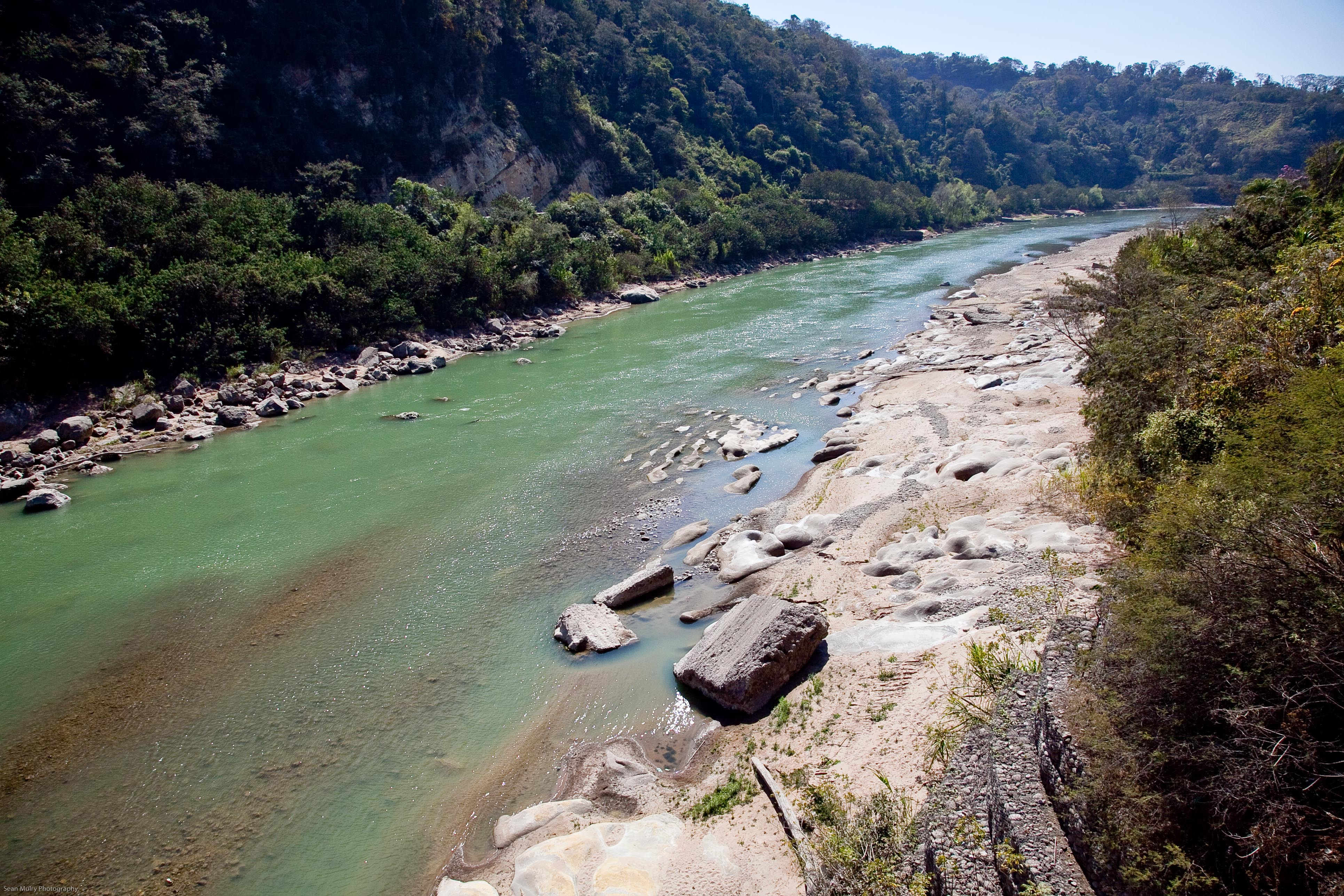
Le Río Bermejo à la frontière entre la Bolivie (à gauche) et l'Argentine (à droite).

## Bassin et débit
La superficie totale du bassin versant du río Bermejo est de 123 162 km2, répartis entre la Bolivie (11 896 km2) et l'Argentine (111 266 km2). La très grosse majorité de son cours se déroule dans ce dernier pays.
Son débit en fin de parcours est de l'ordre de 410 m3/s, dont 29 % sont dus au río San Francisco et près de 30 % au río Grande de Tarija.

### Les débits mensuels à la station de Zanja del Tigre
Le débit de la rivière a été observé pendant 41 ans (1940-1980) à Zanja del Tigre, petite localité de la province de Salta située au pied des Andes entre le confluent río Bermejo-río Grande de Tarija aux Juntas de San Antonio et la ville d'Embarcación, et donc éloignée de plus ou moins 800 kilomètres du confluent de la rivière avec le río Paraguay,.   
À Zanja del Tigre, le débit annuel moyen ou module observé sur cette période a été de 318 m3/s pour un bassin versant de 24 931 km2. 
Ce chiffre exclut l'important débit du río San Francisco, son affluent principal, et représente donc environ 71 % du débit total de la rivière tel qu'il se trouve après son confluent avec le río San Francisco et qui est de l'ordre de 450 m3/s.
Plus loin, à l'est, en aval du confluent avec le San Francisco, il perd une partie de son eau dans la traversée du Gran Chaco à cause des prises d'eau, mais surtout par infiltration. Son débit tombera dès lors à plus ou moins 410 m3/s au niveau de son confluent avec le río Paraguay. 
La lame d'eau écoulée dans la portion étudiée de son bassin atteint ainsi le chiffre de 402 mm par an.
Le río Bermejo est un des grands cours d'eau parmi les plus irréguliers au sein du bassin du río Paraná. Le débit des mois de la période des basses eaux est 22 fois inférieur au débit mensuel moyen de la période de crue. Sur cette durée d'observation de 41 ans, le débit moyen mensuel minimal observé a été de 13 m3/s, tandis que le débit moyen mensuel maximal se montait à 2 522 m3/s.

## Sédiments
Sa couleur vermeille qui est à l'origine de son nom (bermejo = vermeil) est due à l'importante concentration en sédiments de ses eaux. 

La concentration moyenne des sédiments du río Bermejo (7 à 8 kg/m3) est une des plus hautes d'Amérique, de l'ordre de 100 millions de tonnes par an. La plus grande partie de ceux-ci est arrachée lors des grands pics de pluies donc de crues, à la suite des intenses processus érosifs sur des dépôts non consolidés. Ceux-ci se situent surtout dans les bassins des ríos Iruya-Pescado et San Francisco. On estime que le système de l'Iruya contribue à près de 50 % du volume, celui du río San Francisco à 25 %, celui du système Bermejo-Tarija apportant les 25 % restants du total de sédiments,.

## Navigation
La rivière est navigable pour des embarcations ayant un tirant d'eau moyen, lors des périodes de crue, notamment en février. La concentration importante en sédiments fait que la rivière ait une couleur rougeâtre, d'où son nom de rivière vermeille. En guarani, la rivière se dit Ý-pytã, ce qui signifie Eau rouge. La rivière dépose de grandes quantités de terre surtout sur ses rives, formant ainsi des hauts fonds et aussi occasionnellement des digues naturelles qui lui font changer de cours, laissant les anciens lits sous forme de dépressions sèches appelées madrejones.
Malgré cela, grâce à sa profondeur, le río Bermejo est considéré comme une hidrovía ( « voie navigable en permanence » ) potentielle toujours inexploitée de nos jours. Sa canalisation fut déjà projetée à la fin du XIXe siècle.

## Aménagements hydroélectriques projetés
L'Organisation des États américains (OEA) projette la construction de trois importants barrages hydroélectriques dans le haut bassin du río Bermejo. L'un en Bolivie (barrage de Cambarí) sur le río Grande de Tarija, et deux au niveau de la frontière entre la Bolivie et l'Argentine (barrages d'Arrazayal et de Las Pavas), ces deux derniers sur le río Bermejo.
La production annuelle d'énergie prévue est de 465 gigawattheures pour Arrazayal (soit 465 millions de kilowattheures), de 481 Gwh pour Cambarí et de 288 Gwh pour Las Pavas,.